# Dibenzotiazepin
Dibenzotiazepini su hemijska jedinjenja koja su derivati tiazepina sa dva benzo prstena.
Primeri dibenzotiazepina su kvetiapin i tianeptin.